# Кезешпецле

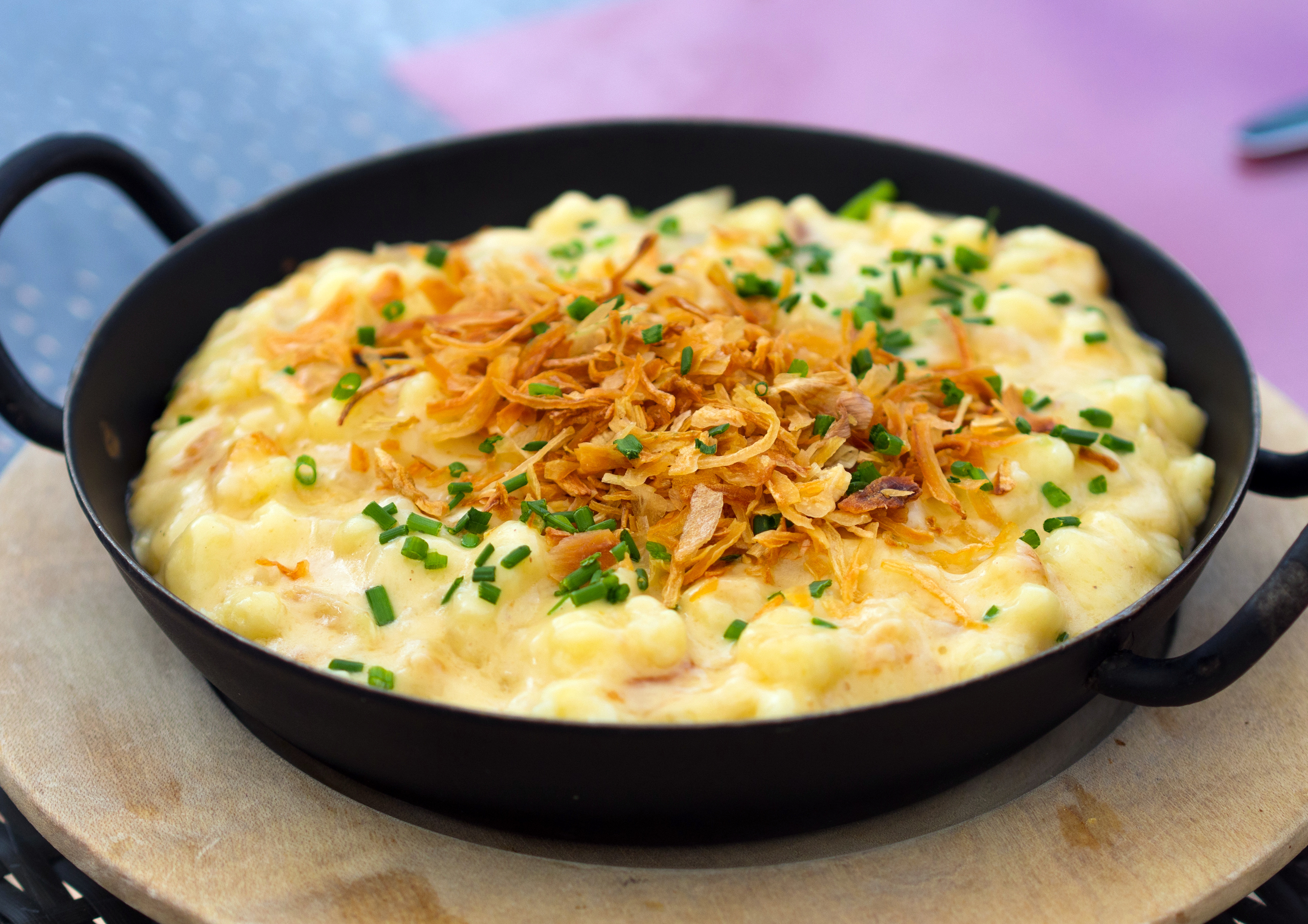
Кезешпецле с жареным луком по-тирольски

Ке́зешпецле (нем. Käsespätzle — «шпецле с сыром», «сырные шпецле») — блюдо немецкой, австрийской и швейцарской кухни, сырная лапша. 
Блюдо распространено в Швабии, Алльгое, Тироле и Форарльберге. Для его приготовления отваренные шпецле выкладывают попеременно слоями с тёртым твёрдым сыром и гарнируют жареным луком, а затем ставят в печь, чтобы кезешпецле не остыли и сыр расплавился. Кезешпецле подают с листовым салатом или картофельным салатом. В альпийских долинах и Лихтенштейне кезешпецле подают с апфельмусом.
В Швабии кезешпецле по традиции готовят с бергкезе или эмменталем, в форарльбергском Монтафоне — с местным кислым сыром, в Брегенцском Лесу — с терпким рескезе. В некоторых рецептах рекомендуется использовать лимбургер, вайслаккер и форарльбергский бергкезе. В Зальцбурге шпецле с сыром готовят на сковороде и называют «касноккен».